# Catepanat de Baspracània
El Catepanat de Baspracània (grec medieval: Κατεπανάτον της Βαασπρακανίας, Katepanàton tis Vasprakanias) fou el nom romà d'Orient donat al territori administratiu de l'antic Regne de Baspracània després de la seva incorporació a l'imperi.
El 1021, el rei de Baspracània, Senaquirim-Joan Arzeruni, veient-se incapaç de mantenir a ratlla els seus veïns musulmans, cedí el seu regne a l'emperador romà Basili II a canvi d'extenses terres i el càrrec de governador del tema de Sebaste. En un primer moment, Basili II deixà la nova província en mans de Basili Argir, però ben aviat l'hagué de rellevar per la seva incompetència. El protoespatari Nicèfor Comnè fou elegit per succeir a Basili Argir com a governador (estrateg o catepà) i ràpidament imposà l'autoritat romana al territori. Segons l'historiador armeni Aristakès de Lastiver, contemporani seu, Nicèfor conquerí el principat d'Artxeix, situat a la riba septentrional del llac Van, i l'incorporà a la seva província. Tanmateix, l'historiador àrab cristià Yahya d'Antioquia, que també visqué en aquest període, atribueix la gesta al mateix emperador Basili II.